# 해치의 모험
《해치의 모험》(일본어: 昆虫物語みなしごハッチ, こんちゅうものがたりみなしごハッチ 곤추모노가타리 미나시고 핫치[*], 곤충이야기 고아 해치)은 다쓰노코 프로덕션에서 제작한 애니메이션이다. 총3편이 있으며, 첫 편은 1970년 4월 7일부터 1971년 12월 28일까지 후지테레비계 방송국에서 방송되었다. 총 91화로 구성되어 있다. 두 번째 편은 1974년 4월 5일부터 9월 25일까지 마이니치 방송에서 방송했다. 총 26화로 구성되었다. 이 때, 제목은 《昆虫物語 新みなしごハッチ》였다. 첫 편의 속편이다. 세 번째 편은 1989년 7월 21일부터 1990년 8월 31일까지 니혼테레비계열에서 방송되었다. 총 55화로 리메이크 판이다. 대한민국에서는 KBS에서 방영했다. 